# Kladeruby nad Oslavou
Kladeruby nad Oslavou là một làng thuộc huyện Třebíč, vùng Vysočina, Cộng hòa Séc.